# Folkestad
62°7′8″N 6°1′59″Ø / 62.11889°N 6.03306°Ø
Folkestad er en bygd og et færgested i Volda kommune i Møre og Romsdal fylke i Norge. Bygden har omkring 300 indbyggere. I bygden ligger Folkestad skole. Færgeforbindelsen Volda–Folkestad er en del af  Europavej E39.